# Église Notre-Dame-des-Anges d'Angles
Pour les articles homonymes, voir Église Notre-Dame-des-Anges.
L’église Notre-Dame-des-Anges — encore appelée « Notre-Dame-de-l’Assomption » — est une église classée « Monument historique » en 1913 située à Angles, en Vendée. Appartenant à la paroisse catholique de Notre-Dame de Lumière, des messes y sont célébrées aujourd’hui.
Édifiée vers 1210, l’église était l’une des composantes d’une abbaye, orientée sud, qui comprenait notamment un cloître, des dortoirs, un réfectoire et une salle capitulaire. L’abbaye, ainsi que l’église, étaient occupées originellement par des chanoines régis par la règle de saint Augustin avant que ces dernières ne soient détruites pendant des guerres de Religion.

## Légende associée
En haut de la façade ouest de l'église se dresse une gargouille représentant une bête sauvage. La légende veut qu'au Moyen Âge, cette créature de pierre était vivante, et terrorisait les Anglois. L'évêque d'Angles, Martin, décida alors de mettre fin à cette menace, et partit à la rencontre de la bête. Il la trouva facilement, et elle se jeta sur le saint homme. Elle allait le dévorer quand Martin la toucha de sa crosse d'évêque ; elle devint alors, comme par magie, aussi docile qu'un agneau. Le monstre devenu inoffensif, Martin s'attacha à lui, et le ramena au village. On admira d'abord son exploit, mais rapidement les belles jeunes filles d'Angles commencèrent à se moquer de Martin et de son hideux animal. Un jour, Martin, agacé, finit par en avoir assez et ordonna à la bête de monter tout en haut de l'église. Là, il la pétrifia en lui disant qu'elle resterait là pour l'éternité, et se nourrira de la beauté des jeunes filles d'Angles. Ainsi, toutes les jeunes filles qui passaient par la porte, sous la bête, ressortaient enlaidies, leurs attraits aspirés par le monstre. On dit aussi que la porte latérale de l'église aurait été percée pour permettre aux jeunes filles de se soustraire au regard de la bête, et que c'est ainsi que les Angloises ne sont pas laides aujourd'hui.

## Histoire
L'église est bâtie à la fin du XIe siècle, vers 1075-1080, par un grand baron du Talmondais, un certain Guillaume fils d'Herbert. Le prieuré est bâti à la place d'une ancienne villa gallo-romaine, et est une réponse des seigneurs pour lutter contre les invasions vikings. En plus du château à motte construit à Moricq, le but était de développer une population pour créer une économie et financer des travaux. Elle faisait partie d'un prieuré placé sous le patronage de Sainte-Marie, et abritait quelques chanoines réguliers de Saint-Augustin. Du XIe au XIVe siècle, les chanoines élisaient un prieur. Après 1342, alors qu'il y avait plus de douze chanoines, il fut décidé d'élever le prieuré en abbaye. Le premier abbé élu est Pierre Mesnard.
En 1371, en pleine guerre de Cent Ans, les troupes royales endommagent sérieusement les bâtiments. À la fin du XVIe siècle, les guerres de Religion provoquent de gros dégâts, détruisant intégralement les ailes du monastère et une partie de l'église. La vie monastique s’arrête d'ailleurs à ce moment. L'église partiellement effondrée ne sert que d'église paroissiale, animée par deux prêtres séculiers. Le domaine de l'abbaye est gérée par des abbés commendataires, qui n'étaient pas religieux mais porteurs du titre d'abbé. Résidant trop loin d'Angles, l'abbé commendataire nommait un fermier général qui le remplaçait in situ. Le dernier fermier général d'Angles était un Fontenaysien, le père du général Belliard.
Le système de la commende dure jusqu'en 1791, alors que les restes de l'abbaye sont vendus comme bien national. C'est le dernier coup de grâce qui termine de faire disparaître l'abbaye, ne laissant que l'église.
À la fin du XIXe siècle, l'église est restaurée.

## Architecture
L'église était associée à un ensemble prioral, qui comprenait cloître, réfectoire, dortoirs, salle capitulaire. De la première église de la fin du XIe siècle, il ne reste que le bras sud du transept, son absidiole, la croisée du transept, la coupole sur pendentifs et peut-être le clocher. Cette église était très sûrement de plan en croix latine, avec bras de transept flanqués d'absidioles orientées, un chœur terminé par une abside, un clocher bénédictin sur la croisée et une nef, moins large que l'actuelle nef. Le chœur et les bras de transept sont voûtés en berceau brisé, les absidioles et l'abside sont voûtées en cul-de-four. Le bras nord du transept, son absidiole, le chœur, l'abside et la crypte sont les parties endommagées au XVIe siècle. Leur restauration commence au XVIIe siècle. Un affaissement du terrain entraine d'importantes consolidations et remblais. De nouvelles restaurations eurent lieu vers 1870. La plupart des sculptures du chœur furent reprises à cette époque, à l'exception d'un atlante à l'absidiole sud. Les parements et les corniches des parois extérieures furent aussi très restaurés à cette occasion.
La nef est de style gothique angevin, entre la fin du XIIe siècle et le début du XIIIe siècle. Elle est constituée de deux travées larges chapeautées de coupoles nervurées, sans bas-côtés, d'une largeur inédite pour l'époque, 11,40 mètres. Cette largeur et cette masse de coupole obligèrent à renforcer les murs de grosses colonnes groupées. Les coupoles étaient originellement couvertes de tuiles. Cette couverture de tuiles n'étant pas assez étanche, on a ajouté une toiture à deux pans au XIXe siècle, et de ce fait surélevé les murs gouttereaux. Ces coupoles devaient laisser un style un peu oriental, ce qui laisse deviner que cette nef aurait été initiée par Richard Cœur de Lion ou Savary de Mauléon, qui ont participé aux croisades et auraient pu être inspirés par l'architecture orientale. La travée la plus proche du chœur est voûtée d'une coupole à quatre nervures, alors que l'autre travée en possède une à huit nervures, ce qui signifie qu'elles n'ont pas été réalisées en même temps. Elles auraient environ 25 ans de différence.
D'importantes irrégularités dans les voûtes sont dues à un remontage du XVIIe siècle, à la suite des dégâts des guerres de religion. La volonté de restauration est manifeste par le remploi d'un grand nombre de pierres anciennes et la fidélité au profil gothique original. Seule la travée occidentale semble ne pas avoir été remontée.
Le sol actuel, dallé en pierre calcaire, est en réalité un mètre plus haut que l'original. Le sol originel et la base des colonnes sont donc invisibles actuellement. Au XVIIe siècle, un affaissement de terrain a provoqué le vacillement de la façade occidentale. Pour éviter l’effondrement, des gros contreforts ont été construits, noyant dans la maçonnerie les décors d'origine, dont les deux portails aveugles qui encadraient le portail central. À travers la maçonnerie, on arrive à les deviner.

## Galerie

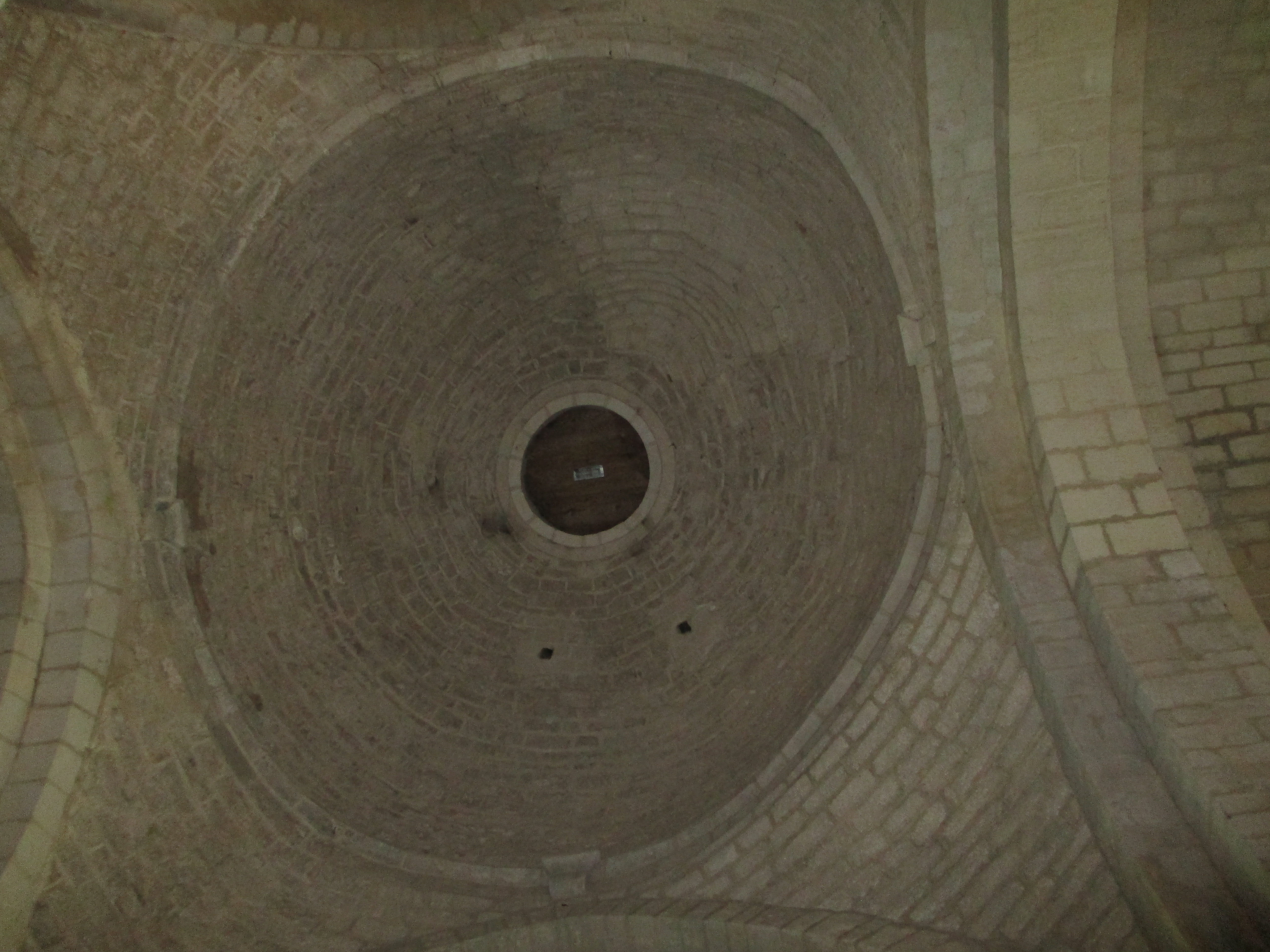
Coupole sur pendentifs soutenant le clocher.
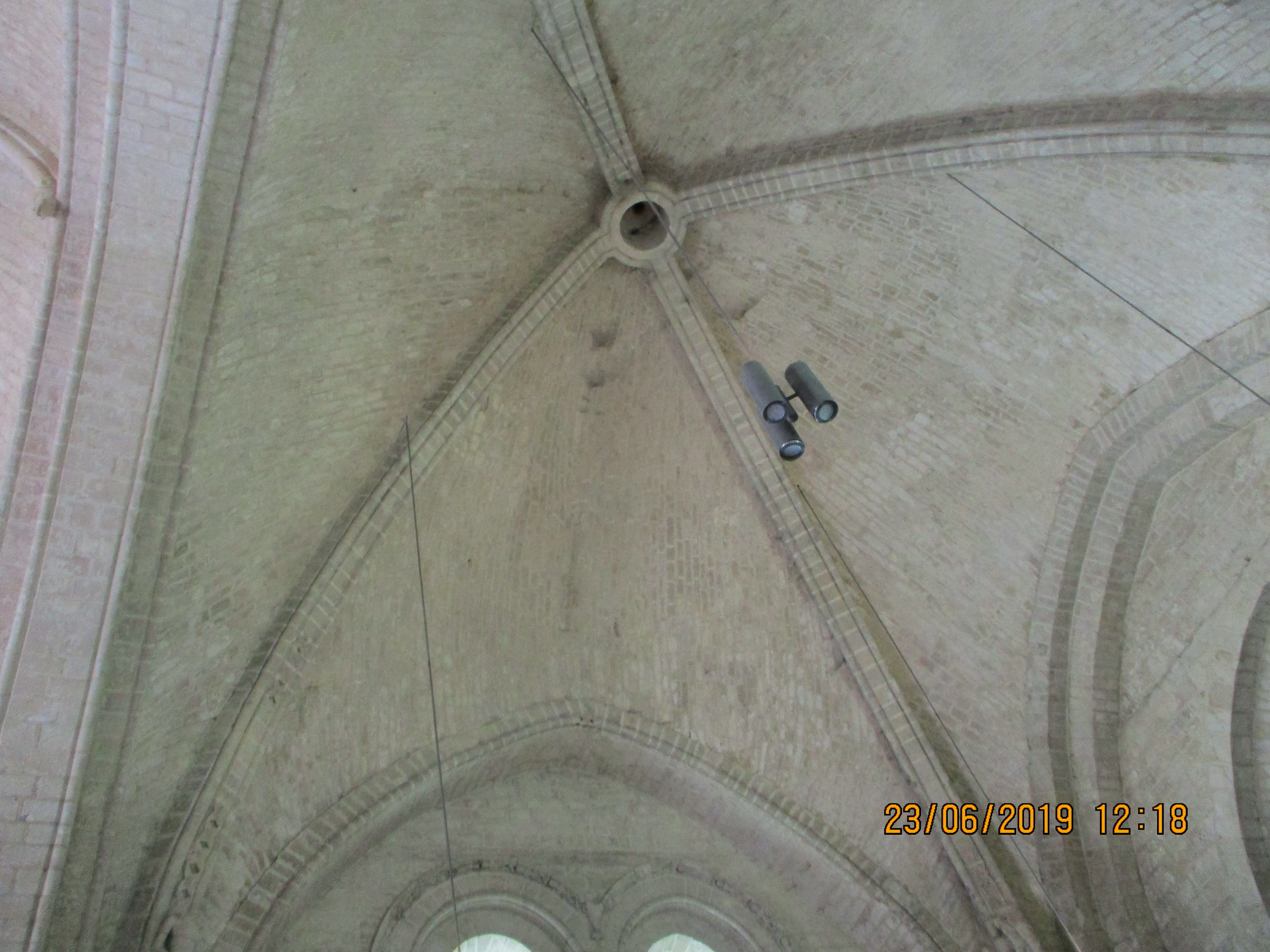
Coupole à quatre nervures de la première travée de la nef, fin du XIIe siècle.
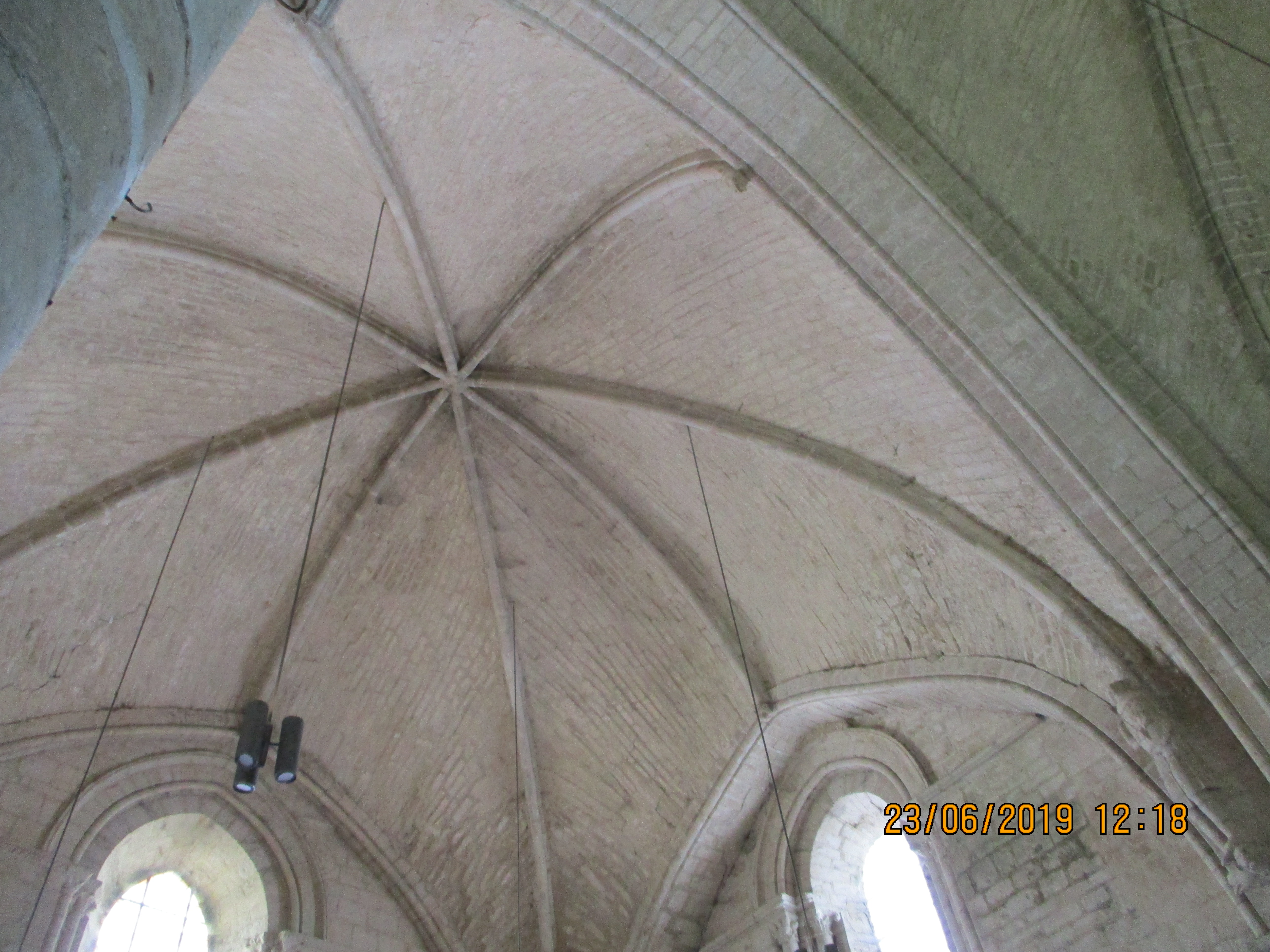
Coupole à huit nervures de la deuxième travée de la nef, début XIIIe siècle.
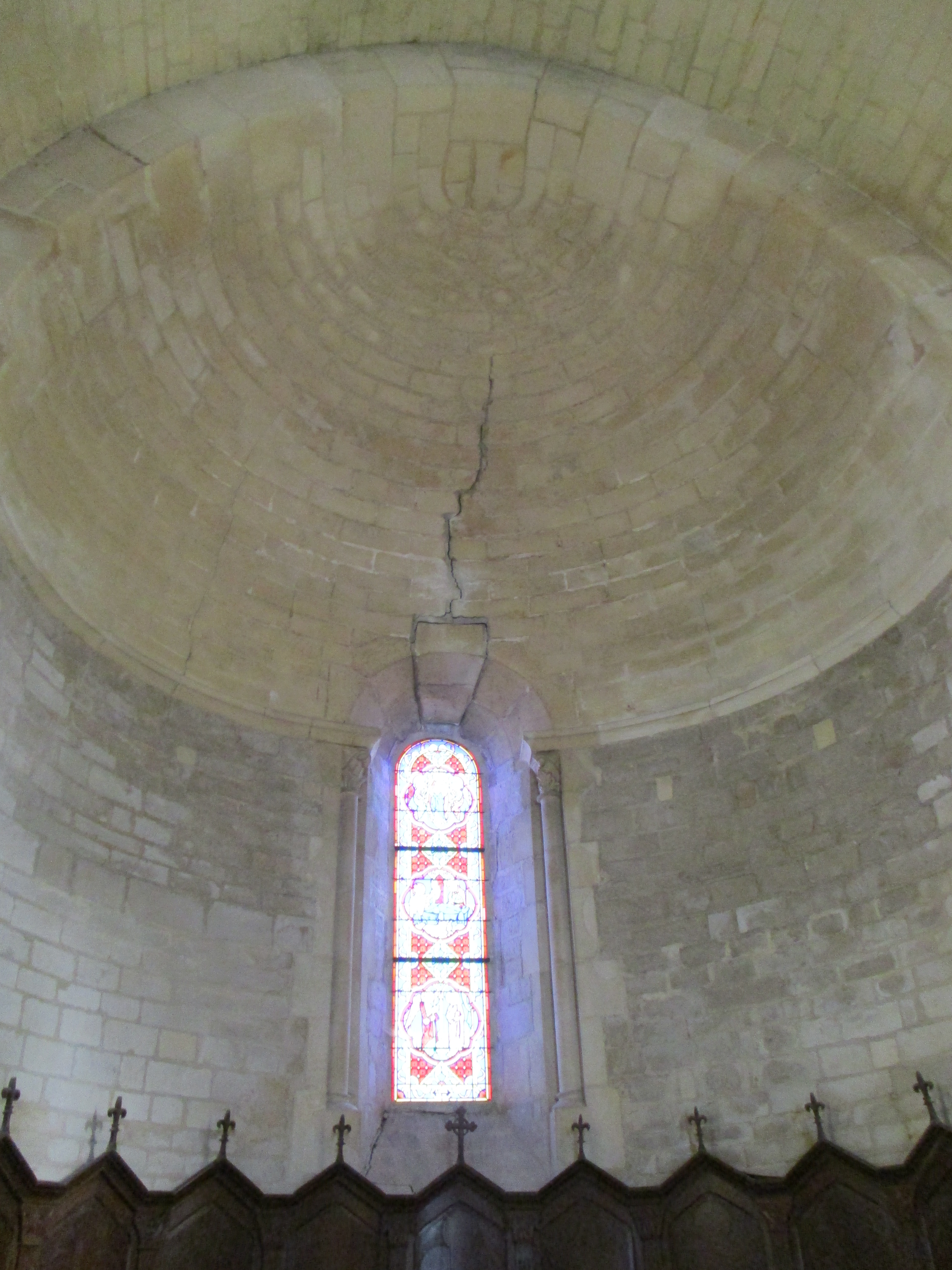
Voûte en cul-de-four de l'abside.
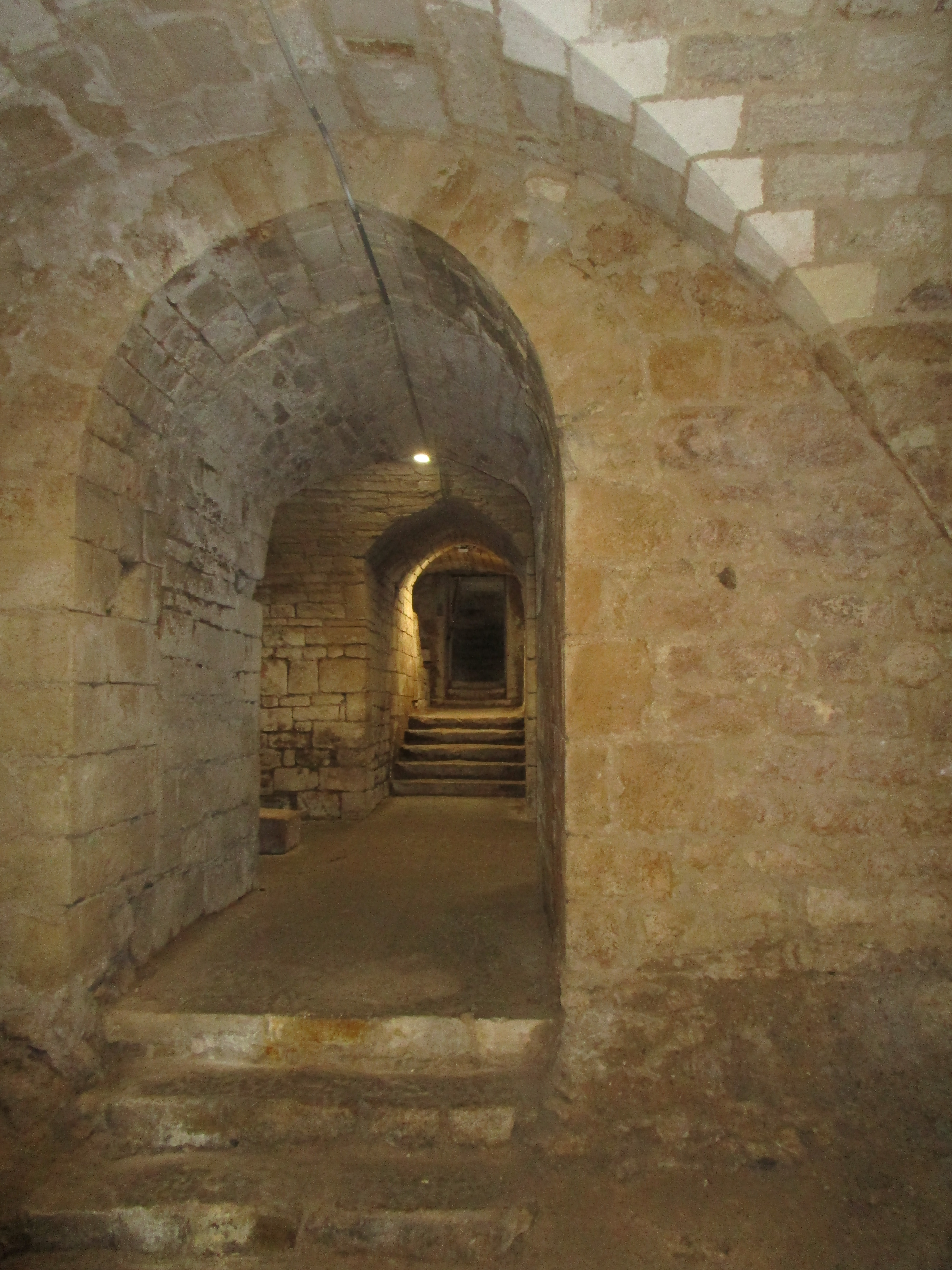
Couloir d'accès à la crypte et salle rectangulaire.
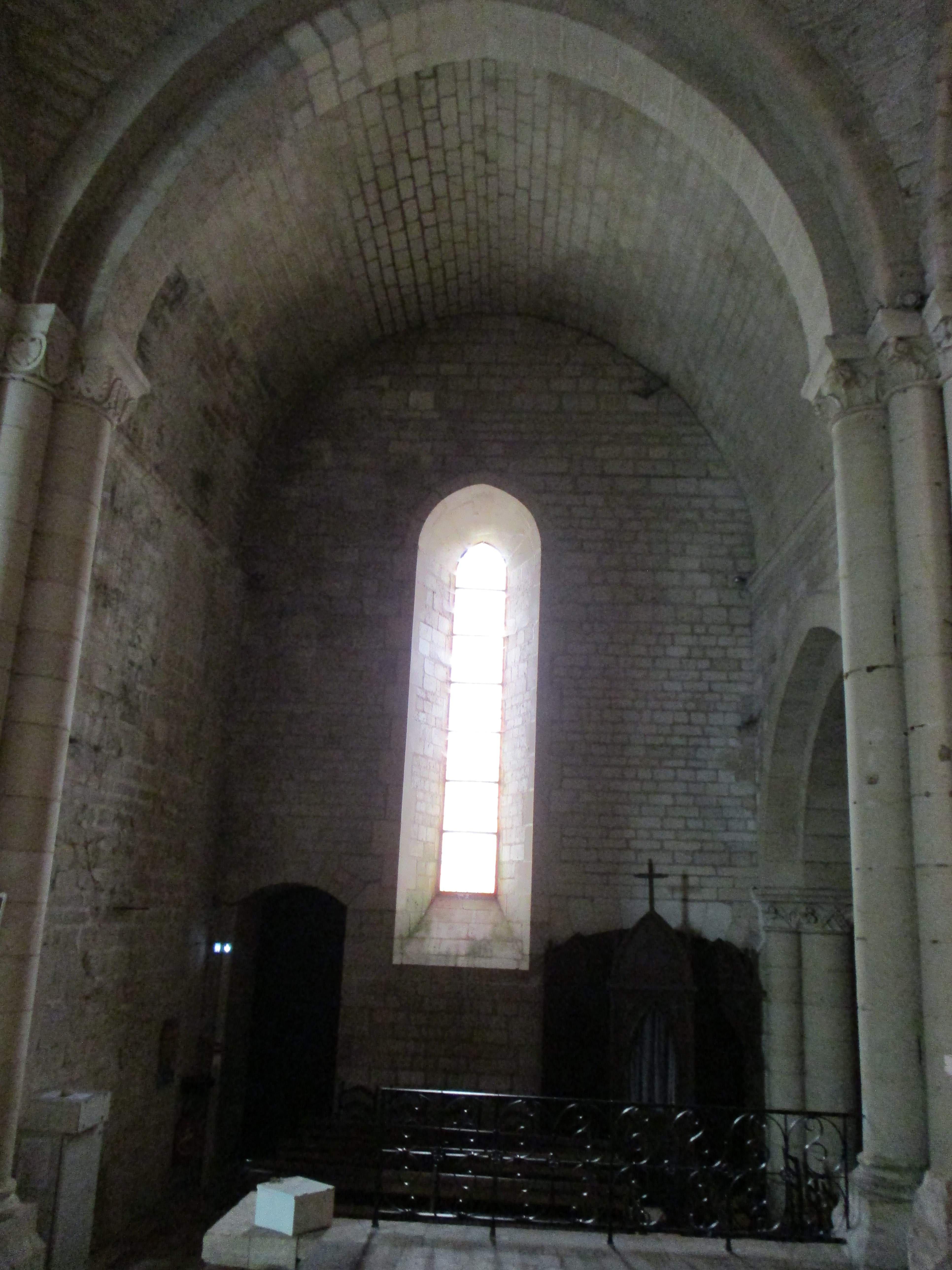
Voûte en berceau brisé du bras nord du transept.
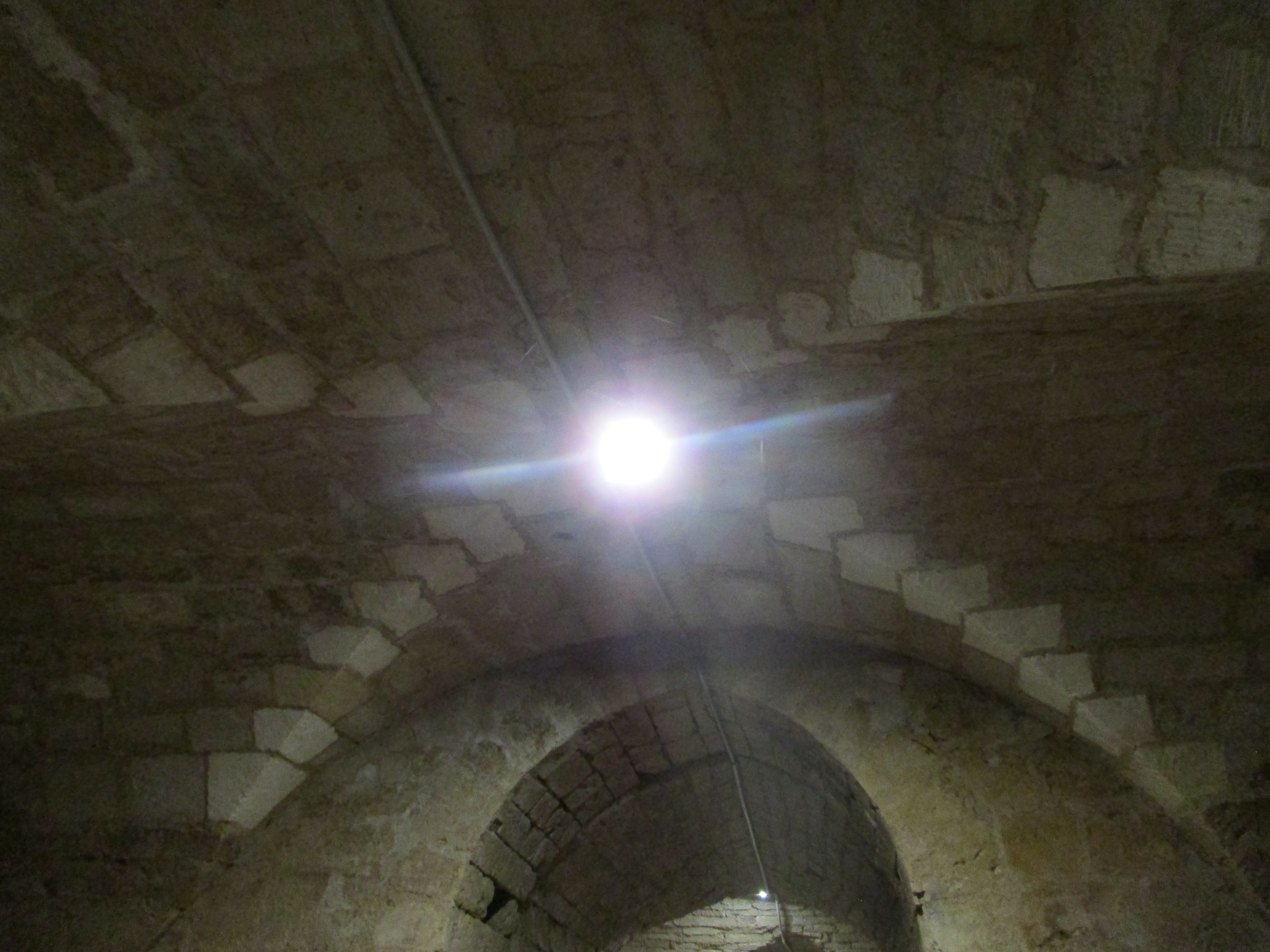
La crypte, voûte d’arêtes.